# Франтишек Шафранек
Франтишек Шафранек (Праг, 2. јануар 1931 — Праг, 27. јун 1987) био је чешки фудбалер.
Шафранек је играо за неколико клубова, укључујући Спартак Соколово (1949–1952) и Дукла Праг (1952–1966).

## Каријера
Играо је за репрезентацију Чехословачке (22 меча и један гол), а био је учесник ФИФА Светског купа 1954. године, где је играо у два меча, ФИФА Светског купа 1958. и УЕФА Европског првенства у фудбалу 1960. године.

## Смрт
Преминуо је од срчане инсуфицијенције током меча бивших играча Дукле из Прага у јуну 1987.